# نيجينا أبدوريموفا
نيجينا أبدوريموفا مواليد 7 يوليو 1994 في طشقند، هي لاعبة كرة مضرب أوزبكستانية بدأت مسيرتها كمحترفة سنة 2009 تلعب باليد اليمنى وتحتل حالياً المرتبة 217 (1 فبراير 2016) في تصنيف رابطة محترفات كرة المضرب. أعلى تصنيف لها كان 145.

## روابط خارجية
- نيجينا أبدوريموفا على موقع رابطة محترفات التنس (الإنجليزية)
- نيجينا أبدوريموفا على موقع الاتحاد الدولي لكرة المضرب (الإنجليزية)
- نيجينا أبدوريموفا على موقع كأس بيلي جين كينغ (الإنجليزية)
- نيجينا أبدوريموفا على موقع خلاصة التنس.كوم (الإنجليزية)
- نيجينا أبدوريموفا على موقع إي إس بي إن.كوم (الإنجليزية)